# 沙利什·瓦拉

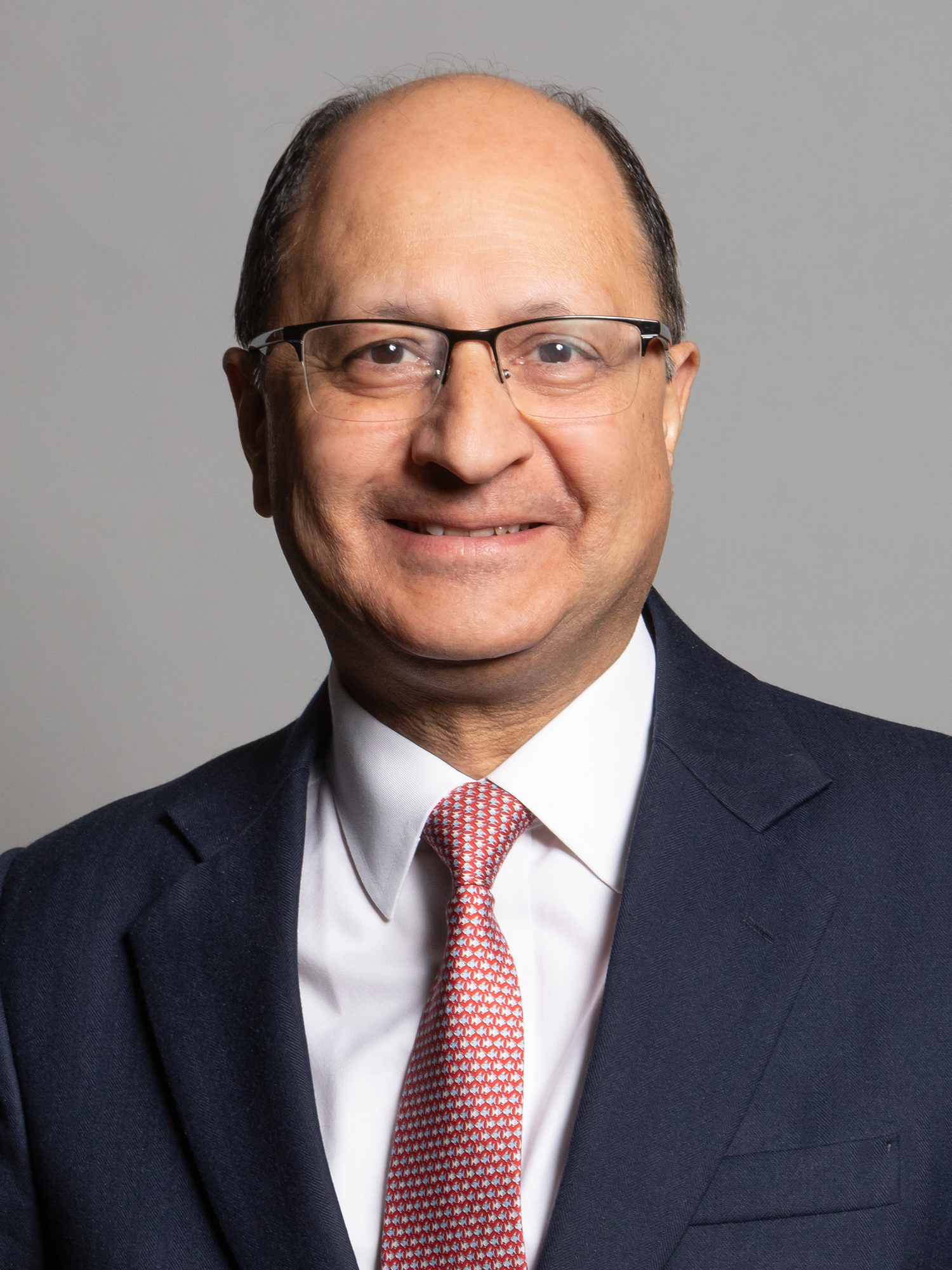

沙利什·瓦拉（英語：Shailesh Vara，1960年9月4日—）是一位英格蘭政治人物，他的黨籍是保守黨。2022年就任北愛爾蘭事務大臣。

## 生平
父母是來自烏干達的印度裔古茶拉底人移民。他在從政之前是一位律師，曾經在香港工作。自2005年開始，他擔任西北劍橋郡選區選出的英國下議院議員。